# Pseudorimula midatlantica
Pseudorimula midatlantica is een slakkensoort uit de familie van de Lepetodrilidae. De wetenschappelijke naam van de soort is voor het eerst geldig gepubliceerd in 1992 door McLean.